# Yunakivka
Yunakivka (en ucraniano: Юнаківка; en ruso: Юнаковка, romanizado: Yunakovka) es un pueblo ucraniano perteneciente al óblast de Sumy. Situado en el norte del país, es parte del raión de Sumy y centro del municipio (hromada) homónimo.

## Geografía
Yunakivka se encuentra a orillas del nacimiento del río Loknia, 25 km al suroeste de Sumy y a 6 km de la frontera ucraniana con Rusia. 

## Historia
Yunakivka fue fundada en 1685 por el sótnik S. Yunok en tierras de su propiedad, cultivadas por migrantes de Volinia, parte regimiento de Sumy del Hetmanato cosaco. Antes de la reforma de emancipación de 1861, Yunakivka pertenecía a la casa de Golitsin, que poseía 7312 siervos en los alrededores. La familia construyó la iglesia neoclásica de la Natividad de la Madre de Dios, una de las tres iglesias ortodoxas que levantaron y la única que ha sobrevivido. 
En el siglo XIX, la aldea de Yunakivka era el centro del vólost homónimo en el uyezd de Sumy de la gobernación de Járkov. En 1891 se construyó en el pueblo una fábrica de tejidos, que proporcionó un sustento económico a sus habitantes. Un motín en 1893 por la venta de la fábrica de azúcar del pueblo al pueblo vecino resultó en el arresto de 33 personas.
Yunakivka fue tomada por el Ejército Rojo el 3 de diciembre de 1918, en medio de la guerra civil rusa, y fue escenario de una batalla entre los ejércitos Rojo y Blanco en agosto de 1919. 
El pueblo fue ocupado por la Alemania nazi durante la Segunda Guerra Mundial. Durante la ocupación alemana, cuatro personas fueron ejecutadas y 54 torturadas.
Tras el comienzo de la invasión rusa a Ucrania, se informó que columnas de vehículos militares rusos se movieron a través de Yunakivka en dirección a Sumy en febrero de 2022. La guardería local fue destruida, lo que obligó a algunas familias a abandonar el lugar, pero la mayoría de los residentes se han negado a huir. El 15 de noviembre de 2024 se supo que el ejército ruso había dañado la iglesia neoclásica local.

## Demografía
Según el censo de 2001, la lengua materna de la mayoría de los habitantes, el 93,16%, es el ucraniano; del 6,66% es el ruso.

## Infraestructura

### Arquitectura, monumentos y lugares de interés
La iglesia de la Natividad de la Madre de Dios, destruida en gran parte por jóvenes en la década de 1960, ha estado en restauración desde 2004. Tras un periodo de disputa, la iglesia quedó subordinada a la iglesia ortodoxa ucraniana en 2018.

### Transporte
La carretera N07, que conecta Kursk con Sumy, atraviesa el pueblo.   